# Evgenij Bezručenko
Evgenij Valer'evič Bezručenko (in russo Евгений Валерьевич Безрученко?; 26 ottobre 1977) è un ex nuotatore russo.

## Carriera
Fortemente specializzato nel fondo, ha vinto diverse medaglie sui 5 e 10 km sia a livello continentale che mondiale.

## Palmarès
- Mondiali

Perth 1998: argento nei 5 km a squadre.
Fukuoka 2001: oro nei 10 km e argento nei 5 km.
- Mondiali in acque libere

Honululu 2000: oro nei 5 km e bronzo nei 10 km.
- Europei

Siviglia 1997: argento nei 5 km.
Istanbul 1999: oro nei 5 km.